# Pays de Saint-Vith

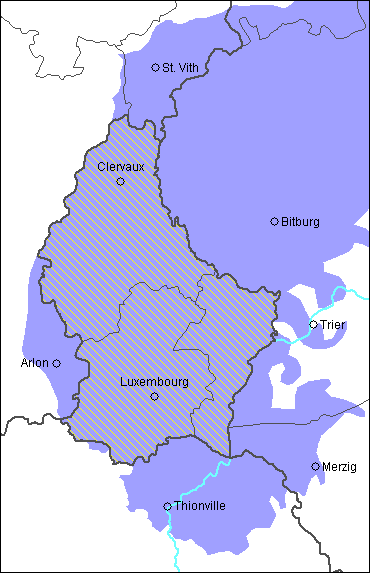
Zone où le francique luxembourgeois est la langue vernaculaire.

Le Pays de Saint-Vith (Zënt-Väiterland en Luxembourgeois) est une sous-région linguistique de Belgique située dans l'est de la province de Liège en Communauté germanophone, en Région wallonne. Sa capitale régionale est Saint-Vith.
C’est, grosso modo, la partie de la Communauté germanophone où le luxembourgeois est la langue vernaculaire traditionnelle, la région étant d’ailleurs limitrophe du Grand-Duché de Luxembourg.

## Géographie
Le pays de Saint-Vith est limitrophe, au sud, du Luxembourg et à l'est, de l'Allemagne.

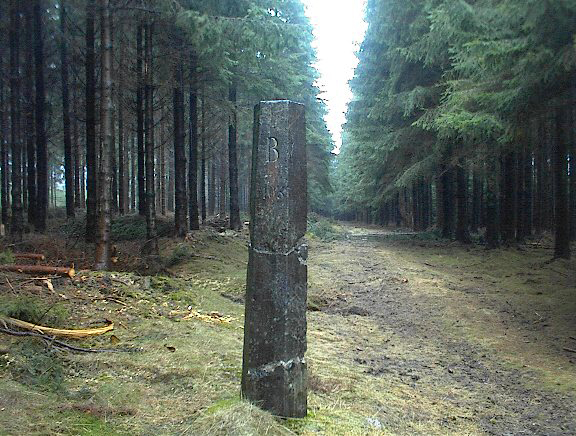
Borne frontière prussienne du XIXe siècle, située entre les territoires de Saint-Vith et Trois-Ponts.

## Histoire
À la fin du XVIIe siècle, la « terre et seigneurie de Saint-Vith » se compose de la ville de Saint-Vith et de 47 villages et hameaux.
En 1815, Le canton français de Saint-Vith (qui fait alors partie du département de l'Ourthe), est rattaché à la Prusse dans le cadre du congrès de Vienne. À la suite du traité de Versailles de 1919, l'Allemagne cède la région de Saint-Vith à la Belgique en 1920.
La Communauté française de Belgique reconnaît par un décret de 1990 la spécificité linguistique et culturelle des utilisateurs des « langues régionales endogènes », dont le luxembourgeois.